# Бёрйесон, Лена
Лена Бёрйесон (швед. Lena Börjeson, полное имя Helena (Lena) Börjeson; 13 октября 1879, Копенгаген — 14 апреля 1976, София, Стокгольм) — шведская скульптор и педагог.

## Биография
Родилась 13 октября 1879 года в Копенгагене в семье скульптора Джона Бёрйесона; у неё было два брата: художник Гуннар Бёрйесон и скульптор Бёрье Бёрйесон.
Первоначальное художественное образование получила у отца. Она сопровождала его в художественных поездках по Италии в 1905—1906 годах.
В 1916 году Лена поехала в Париж, открыла художественную галерею Maison Watteau, а затем стала директором художественной школы Скандинавская академия. Во Франции она находилась по 1939 год. Вернувшись в Швецию, основала в 1940 году собственную скульптурную школу в Стокгольме. Обучение велось в её квартире в доме на улице Fjällgatan 34. Интересно, что в этом же доме на верхних этажах жила шведская активистка и политик Анна Линдхаген.
Бёрйесон выполняла в основном портретные бюсты, статуэтки и жанровые скульптуры. Некоторые работы Лена Бёрйесон представлены, в частности, в Национальном музее Швеции в Стокгольме.
Умерла 14 апреля 1976 года в Стокгольме.